# Constantin et Doruntine

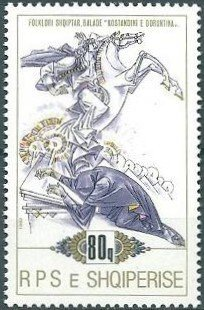
Timbre albanais illustrant la légende de Constantin et Doruntine

Constantin et Doruntine (albanais : Kostandini dhe Doruntina) ou Le Serment de Constantin (albanais : Besa e Kostandinit) est une ballade et une légende albanaise. Elle a sa version en prose et fut aussi contée par Ismail Kadaré dans Qui a ramené Doruntine ?. Ce roman fut mis en scène en 1988 au Théâtre national dans une adaptation d'Edmond Budina et de Pirro Mani.

## Trame
Doruntine est la seule fille d'une fratrie de treize enfants, et quand elle est demandée en mariage par un prince étranger lointain, personne n'est d'accord pour la laisser partir, à part Constantin, le plus jeune des douze frères, qui la souhaite heureuse et qui promet à leur mère qu'il ramènera Doruntine à chaque fois qu'elle voudra la revoir. Sur cette promesse, leur mère consent au mariage, suivie des douze frères, avant qu'ils ne meurent tous à la guerre.
La mère a du mal à supporter la mort de tous ses garçons, surtout qu'elle n'a plus sa fille près d'elle, et dans son chagrin et sa détresse elle maudit Constantin de lui avoir fait une promesse qu'il ne peut plus tenir.
Ayant entendu la malédiction, Constantin se réveille de sa tombe et en sort pour ramener Doruntine, car la malédiction d'une mère, même après la mort, est pire que tout. Il retrouve Doruntine en train de danser lors de Pâques, et lui apprend la mort de tous ses frères, ce qu'elle ignorait. Constantin lui dit de revenir immédiatement et la prend sur son cheval. Elle l'observe et lui trouve l'air fatigué et plein de poussière, mais il lui répond que c'est à cause du long voyage qu'il a dû faire pour la retrouver, et elle ne peut savoir qu'il est déjà mort. Lorsqu'ils arrivent à la maison, il la laisse à la porte et lui dit qu'il doit aller à l'église, mais au lieu de cela, il retourne dans sa tombe.
Lorsqu'elle dit à sa mère que c'est Constantin qui l'a ramenée, elle lui apprend qu'il est mort, et toutes deux sont sous le choc.

## Version de Kadaré
La version de Kadaré et la version théâtrale sont beaucoup plus complexes et font intervenir un enquêteur et la mort qui est aussi le narrateur. Il analyse toutes les hypothèses de cet étrange phénomène, car personne ne peut accepter la résurrection des morts. Après de nombreux entretiens avec de nombreuses personnes, il finit par arriver à la conclusion que le besa peut surmonter la vie et la mort des humains.
Pour Kadaré, la légende est pré-chrétienne, d'où le motif de la résurrection des morts. 

## Galerie

Timbres albanais illustrant la Ballade de Constantin et Doruntine
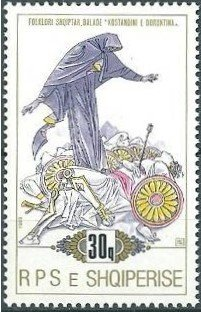
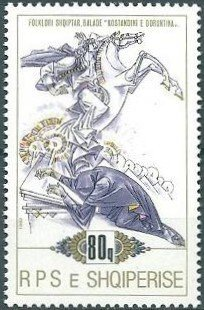
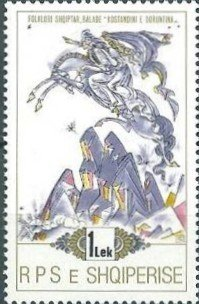
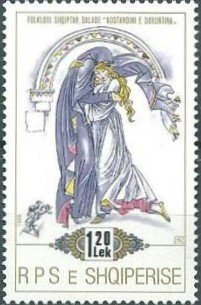

## Traduction depuis l'anglais
Robert Elsie en a fait une traduction depuis la version de Margëlliç (aujourd'hui Margaríti, en Épire) Kostandini e Dhoqina, ballade toujours chantée dans la région de nos jours.
Il y a longtemps une mère
Qui avait une fille et neuf fils
Tous des gars audacieux
La fille se nommait Dhoqina
Une jeune fille pas encore mariée
Agile comme un épervier.
De très loin vint une lettre
Lui demandant sa main
Ce que les frères ne voulaient pas
Sauf le plus jeune
Sauf Constantin
Jours et mois passèrent
Puis elle alla se marier au loin
Elle voyagea pendant sept jours
Et ses frères aussi partirent
Mais pour aller faire la guerre au loin
Et combattre la Russie
Ils tombèrent au champ d'honneur
Et leur mère devint veuve
« Constantin, mon fils, où est-tu ?
Qu'en est-il de ton serment ? »
Ainsi se lamentait-elle
Regrettant sa fille
Quand Constantin surgit de sa tombe
Qui se transforma en étalon
La terre du cimetière devint selle
Et il enfourcha son cheval noir
Traversant toutes les montagnes
Il voyagea lentement mais sûrement
Passant sept massifs alpins
Et trouva sa sœur en train de danser
« Oh Dhoqqina Dhoqina
Ne te languis-tu pas de ta famille ? 
Des larmes coulent sur le visage de ta mère 
Qui pleure pour voir sa fille «
« Apportes-tu de bonnes ou de mauvaises nouvelles ? »
« Viens avec moi maintenant, ma sœur
Viens dans ces vêtements »
Il la mit sur le cheval
Et les oiseaux dans les montagnes chantaient
« sili viu, tsili viu,
Les avez-vous vus, les avez-vous vus ?
Un mort chevauchant avec une vivante »
Puis Dhoqina demanda à son frère
« Ô Constantin, mon cher frère, 
Qu'est-il arrivé, qu'est-ce qu'il y a ?
Qu'y a-t-il dans tes cheveux de si éblouissant
Et qui m'aveugle presque ? »
« Ne t'en fais pas ma chère sœur, 
C'est juste la poussière soulevée par la route »
« Ô Constantin, mon cher frère, 
Qu'est-ce qu'il y a avec notre maison ?
Pourquoi a-t-elle été repeinte ?
A-t-elle frappée par le sort ? »
« Ne t'inquiète pas, belle Dhoqina, 
C'est juste notre mère qui a vieilli, 
Elle n'aime plus les couleurs, 
Elle a donc fait repeindre la maison en noir, 
Comme symbole de sa vieillesse, 
Rien de plus, rien de moins »
Lui dit-on à l'arrivée.
« Saute du cheval, belle Dhoqina
Va dans la maison, ma chère sœur, 
J'y serai avec toi dans un instant »
Constantin s'en alla 
Retrouver sa tombe
Dhoqina franchit le seuil de la porte,
« Ouvre la porte, mère, c'est Dhoqina »
« Qui prétend être Dhoqina ?
Que la foudre te frappe !
Qui t'a conduit sur le seuil de ma porte ?
Tous mes fils sont partis et ont péri »
« Ouvre la porte, chère mère,
Car je suis revenu avec mon frère,
Je suis venue avec Constantin à cheval. »
« Constantin est parti et a péri,
Il est tombé sur le champ de bataille,
Son corps s'est flétri et transformé en poussière. »
Puis elle ouvrit la porte et
Vu sa fille sur le seuil,
Les deux femmes moururent dans la seconde